# Proctoporus cephalolineatus
Proctoporus cephalolineatus là một loài thằn lằn trong họ Gymnophthalmidae. Loài này được Garcia-Perez & Yustiz miêu tả khoa học đầu tiên năm 1995.